# Тробер

Невизначений індикатор процесу

Тро́бер (англ. throbber — укр. пульсатор, мерехтій) або асинхронний індикатор виконання — це анімоване графічне зображення, що, міститься в графічному інтерфейсі користувача комп'ютерних програм (наприклад, веббраузерів) або інтерфейсі вебсайтів. Використовується для того, щоб показати користувачу, що програма виконує якісь дії, відбувається завантаження тощо, але час завершення цих дій невідомий. У випадку, коли час завершення операції відомий, замість тробера використовують індикатор процесу, крім того, аналогом тробера є невизначений індикатор процесу.

## Історія
Одне з перших (якщо не найперших) застосувань тробера відбулося у веббраузері NCSA Mosaic початку 1990-х років, який містив логотип NCSA, що анімувався, коли Mosaic завантажував вебсторінку. Оскільки користувач все ще міг взаємодіяти з програмою, вказівник залишався звичайним (а не зайнятим символом, як, наприклад, пісочний годинник); отже, тробер надавав візуальну ознаку того, що програма виконує якусь дію. Натискання на тробер зупиняло завантаження сторінки; пізніше веббраузери додали для цієї мети окрему кнопку "Стоп".
Netscape, який невдовзі випередив Mosaic як провідний веббраузер на ринку, також мав тробер. У версії 1.0 Netscape він мав вигляд великої синьої літери "N" (тодішній логотип Netscape). Анімація зображувала "N", що розширюється і стискається — звідси і назва "тромбер". Коли Netscape представила свій новий логотип (інша "N" на вершині пагорба), вони провели конкурс на кращу анімацію для нього. Дизайн-переможець (з новою літерою "N" у метеоритному дощі) став дуже відомим і майже перетворився на неофіційний символ Всесвітньої павутини. Пізніше синя літера "e" в Internet Explorer отримала подібний статус, хоча в ранніх версіях браузера вона функціонувала лише як тромбер. 